# Rave Un2 the Year 2000
Pour plus de détails, voir Fiche technique et Distribution.
Rave Un2 the Year 2000, est un film de concert capté à Paisley Park et diffusé sur plusieurs chaînes dans le monde le jour de l'an. Le concert est immédiatement sorti en DVD par la suite.

## Synopsis
Rave Un2 the Year 2000 avec Prince célèbre la joie de vivre après 2000 ans. Il joue des musiques de son nouvel album acclamé par la critique Rave Un2 the Joy Fantastic, ainsi que des extraits de sa cave à Hits et Classiques de la pop. Filmé au studio de Paisley Park à Minneapolis, avec un groupe multi-forme, comprenant notamment le légendaire bassiste Larry Graham et les membres de Sly and the Family Stone qui l'ont rejoints pour cet événement historique spectaculaire.
Les invités spéciaux comprennent également Lenny Kravitz, George Clinton, Rosie Gaines, Maceo Parker, Morris Day et tout le groupe The Time.
Les titres interprétés étaient les suivants :
- Let's Go Crazy
- She's Always in my Hair
- U've Got the Look
- Kiss
- Jungle Love (The Time)
- The Bird (The Time)
- American Woman (Lenny Kravitz)
- Fly Away (Lenny Kravitz)
- Gett Off
- Medley (Rosie Gaines, Mike Scott, Maceo Parker)
- It's Alright
- Everyday People (Cynthia Robinson & Gerry Martini)
- Higher
- Purple Rain
- The Cross
- Blues Medley (Maceo Parker, Johnny Blackshire)
- Nothing Compares 2 U
- Take Me With U / Rasberry Beret
- Greatest Romance
- Baby I'm A Starr
- 1999

## Fiche technique
- Titre original : Rave Un2 the Year 2000
- Réalisation : Geoff Wonfor
- Producteur : NPG Records
- Musique : Prince
- Directeur artistique : Geoff Wonfor
- Genre : Film de concert
- Sortie : 1er janvier 2000

## Analyse
Bien que le concert a été donné en décembre 1999, la diffusion DVD a été lancée le soir de l'an pour rajouter de l'impact médiatique. Le concert a été filmé sur deux jours, les 17 et 18 décembre 1999.
La liste est grandement influencée par le programme entendu lors des deux dernières tournées Jam of the Year Tour et Newpower Soul Tour. De plus la scène, le matériel utilisé et les effets sont les mêmes[réf. nécessaire]. La musique part dans tous les registres : pop, soul, funk, r'n'b, rock'n'roll, blues... Le concert lui-même est relativement fade lorsque l'on connait les vidéos des tournées des années 1980 notamment, qui restent des références incontestables[non neutre]. Un sentiment accentué par une production particulièrement froide, tant sur scène que de la manière dont le show est filmé. Le DVD comme les diffusions TV ne contiennent pas la totalité du concert ce qui est navrant et laisse sur sa faim.[non neutre]

## Musiciens présents
- Prince — chant, guitare et piano
- Mike Scott - guitare rythmique
- Larry Graham - Basse
- Kirk Johnson - Batterie
- Mr. Hayes - Clavier
- Lenny Kravitz - Guitare et chant
- Rosie Gaines - Clavier et chant
- Maceo Parker - Saxophone
- Morris Day & The Time
- Johnny Blackshire
- George Clinton
- Cynthia Robinson & Gerry Martini (Sly & The Family Stone)